# William Smith (lutte)
Pour les articles homonymes, voir William Smith et Smith.
William Thomas Smith, né le 17 septembre 1928 à Portland (Oregon) et mort le 20 mars 2018 à Humboldt, (Iowa), est un lutteur américain spécialiste de la lutte libre.

## Carrière
William Smith participe aux Jeux olympiques d'été de 1952 à Helsinki et remporte la médaille d'or dans la catégorie de poids mi-moyens.